# Bumba
Pour les articles homonymes, voir Bumba (homonymie).
Bumba est une localité portuaire, chef-lieu du territoire de Bumba, dans la province de la Mongala au nord de la république démocratique du Congo.

## Environnement
À Bumba, les étés sont courts et très chaud ; les hivers sont long, chaud et précipitation ; et le climat est oppressant et couvert tout au long de l'année. Au cours de l'année, la température varie généralement de 21 °C à 32 °C et est rarement inférieure à 19 °C ou supérieure à 38 °C .

## Géographie
Située sur la rive droite du fleuve Congo et proche du confluent de l'Itimbiri, elle est desservie par la route nationale RN6 à 125 km à l'est du chef-lieu provincial Lisala. Le Congo la relie à Lisala à l'ouest, et à Basoko à l'est. Elle est reliée par la route à Aketi à l'Est, et Yakoma au Nord. La rivière Molua marque la limite ouest de la cité et sépare le secteur de la Loeka du secteur de la Molua.

## Historique

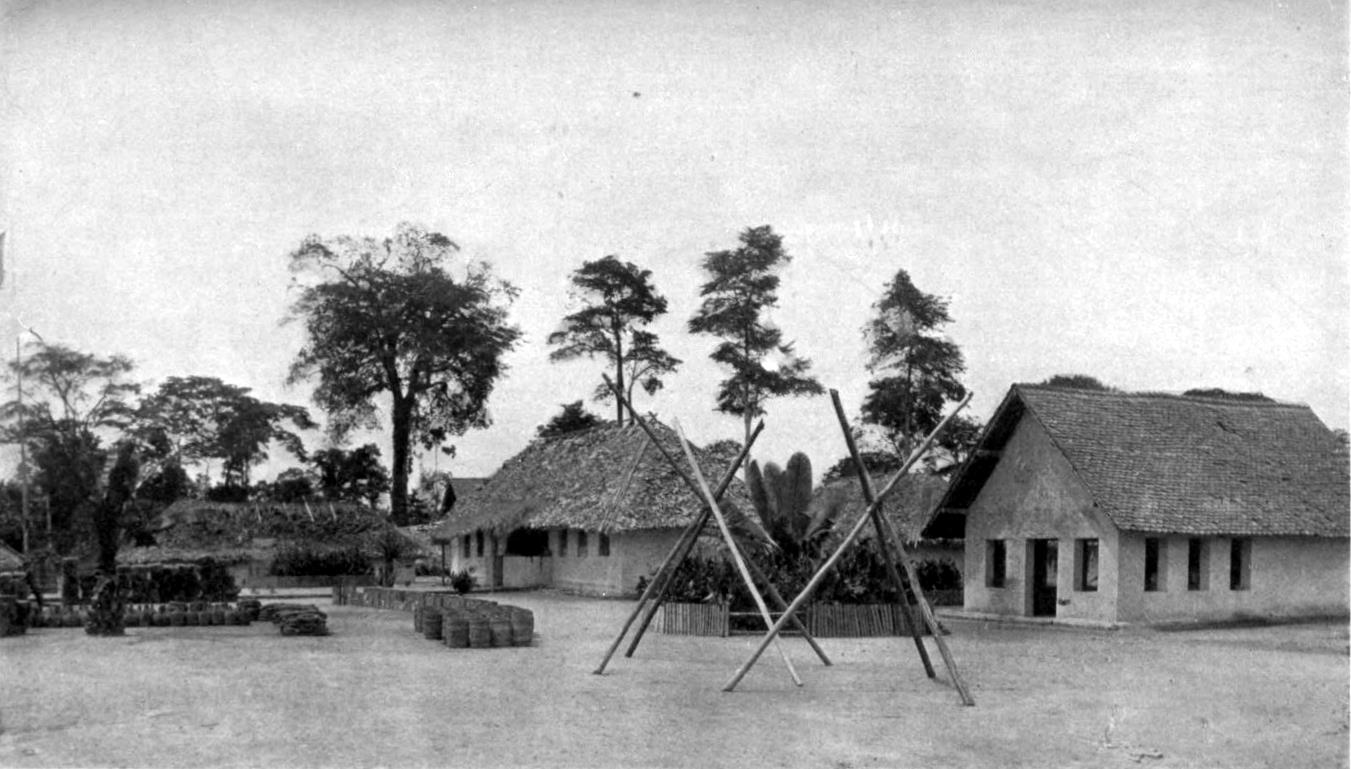
La station de Bumba, avant 1905.

Bumba choisie comme poste d'État en 1888, est érigée en cité en 1988.
En juin 2013, elle obtient le statut de ville divisée en cinq communes urbaines : Budja, Ebonda, Lokole (commune), Molua (commune), Monama. Ce statut n'est pas maintenu lors de la réforme administrative mise en place en 2015 ; elle obtient dès lors, le statut de commune rurale.

## Démographie
Le recensement date de 1984, l'accroissement annuel est estimé à 2,32,.
| 1958   | 1970   | 1984   | 1994   | 2004   | 2012    |
| ------ | ------ | ------ | ------ | ------ | ------- |
| 12 400 | 34 700 | 51 197 | 62 500 | 89 289 | 107 307 |

## Administration
Chef-lieu territorial de 78 956 électeurs enrôlés pour les élections de 2018, la localité a le statut de commune rurale de moins de 80 000 électeurs, elle a de droit 7 conseillers municipaux. Elle compte 6 quartiers : Mobutu, Lingode, Lokole, Lokole-Mongala, Lokole-Molua et Nzongo, divisés en 113 avenues.
La ville possède l'unique tribunal de paix de la province, celui-ci a un seul président dont la compétence se limite au territoire de Bumba.

## Économie

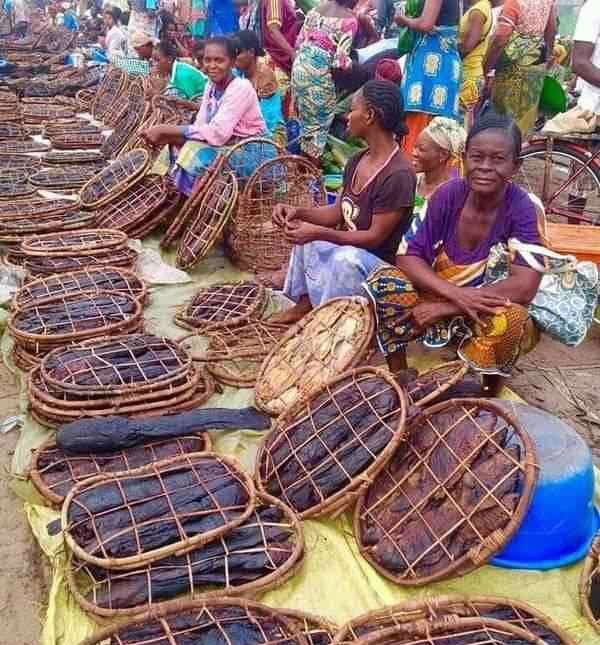
Vente de poisson fumé au marché de Bumba.

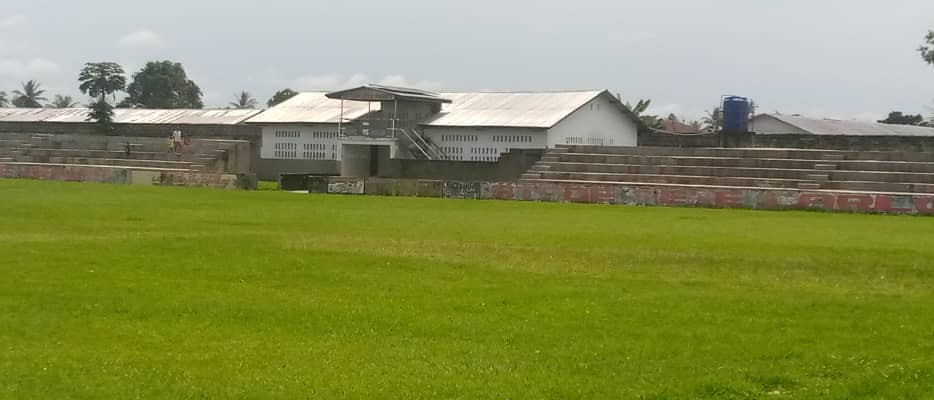
Stade de Bumba.

Située à une semaine en bateau de Kinshasa, Bumba était avant la première guerre du Congo une des plus importantes sources de manioc, de riz et d’huile de palme pour la capitale. Les produits agricoles de Bumba sont les riz, maïs, arachides et maniocs. Le commerce est exercé par les Nande venus du Nord-Kivu et qui constituent la classe des riches de Bumba.
En 2005, une enquête de la DSRP juge la ville de Bumba dans une situation de pauvreté alarmante.

## Transports
La route Transafricaine 8 Lagos-Mombasa passe par Bumba.
C'est un centre de communication, un port et le point de départ de la ligne du Chemins de fer des Uele vers Isiro, situé à 383 mètres d'altitude. Ce chemin de fer confié à la Société des Chemins de fer des Uele-Fleuve (SCUF) a cessé toute activité pendant la guerre de l’AFDL ou Première guerre du Congo (mai 1997), inutilisable car non entretenu. Une bonne partie de la voie ferrée a été dérobée. Seule la route relie Bumba à Aketi qui est également accessible par la rivière Itimbiri peu navigable principalement en saison sèche.
La commune est desservie par un terrain d'aviation (code AITA : BMB).